# Mujer circasiana velada
Mujer circasiana velada es una pintura realizada en 1876 por el pintor francés Jean-Léon Gérôme. Esta pintura al óleo sobre lienzo, en formato vertical de 40,7 por 32,6 cm, es un retrato de medio cuerpo de una mujer joven. Forma parte de la colección del Museo de Arte Orientalista de Doha, Catar, desde 2008.  
El cuadro se encontraba en una colección privada en Jordania desde 1997. Se vendió en Christie's el 2 de julio de 2008 en Londres por 2,5 millones de euros. El cuadro entró a formar parte de la colección del Museo de Arte Orientalista de Doha junto con El bardo negro, adquirido por 850.000 euros el mismo año en Sotheby's de Nueva York. 

## Contexto
Circasia es una región histórica situada en el norte del Cáucaso. Tras haber sido víctimas de ella cuando aún no estaban islamizados, los circasianos musulmanes practicaron a su vez la trata árabe de esclavos a partir del siglo XVI, en detrimento de las poblaciones del sur de Rusia y en beneficio de sus clientes otomanos. No se sabe si esta mujer es una cortesana, una concubina o una dama de buena familia.

## Descripción
La joven está sentada; viste un caftán de seda azul cielo decorado con motivos florales y encaje dorados. Su cabeza está cubierta y envuelta por un fino velo verde con lentejuelas doradas. Lleva un anillo de oro con una esmeralda en el dedo anular izquierdo, y en su muñeca dos pulseras. Sostiene una varita de madera. Su brazo izquierdo se apoya sobre un mueble cubierto con un tapiz con un patrón colorido. El fondo es de un color rojo burdeos sólido.
La firma del artista se encuentra en la parte superior derecha.

## Otras obras similares

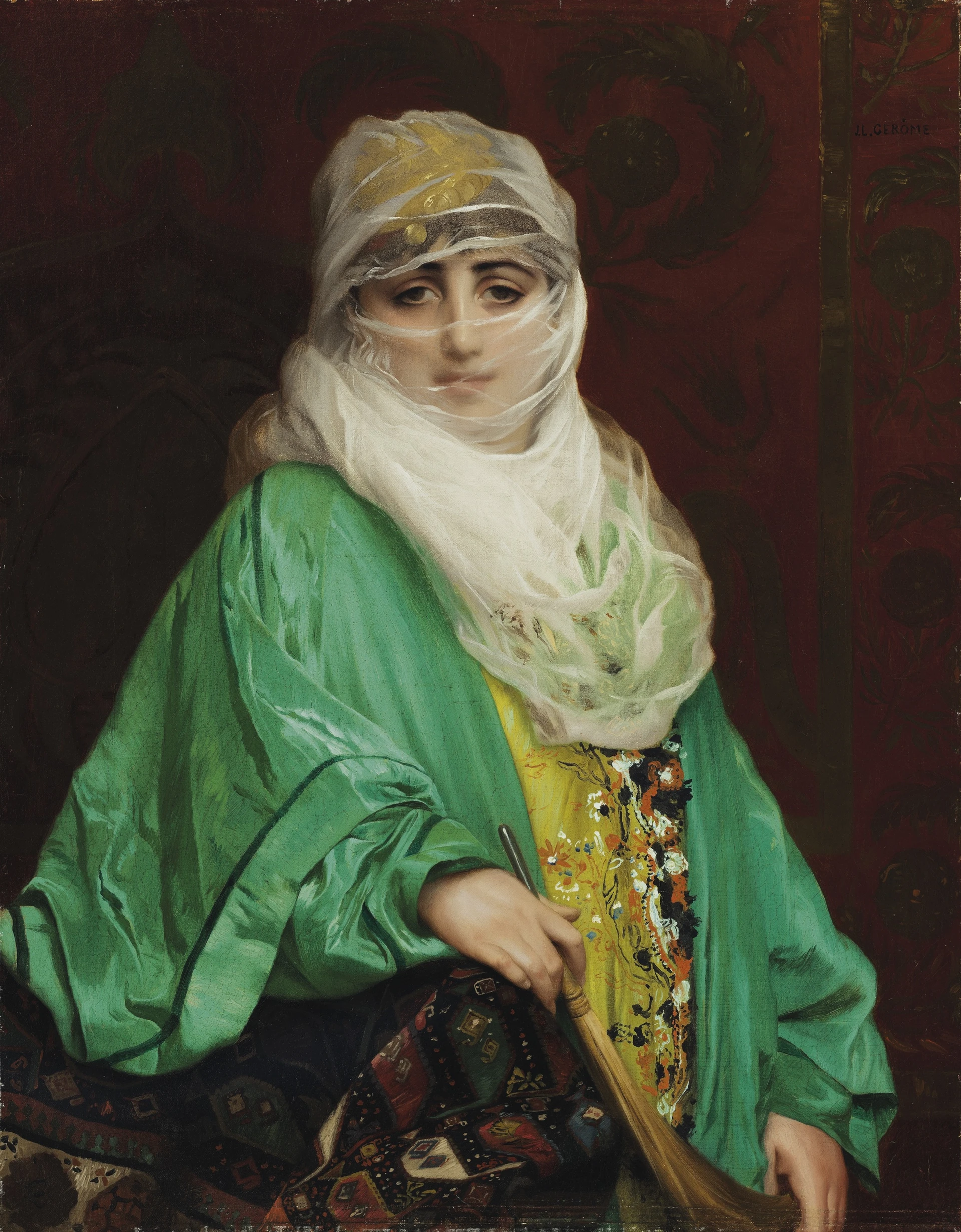
Mujer de Constantinopla, de pie.
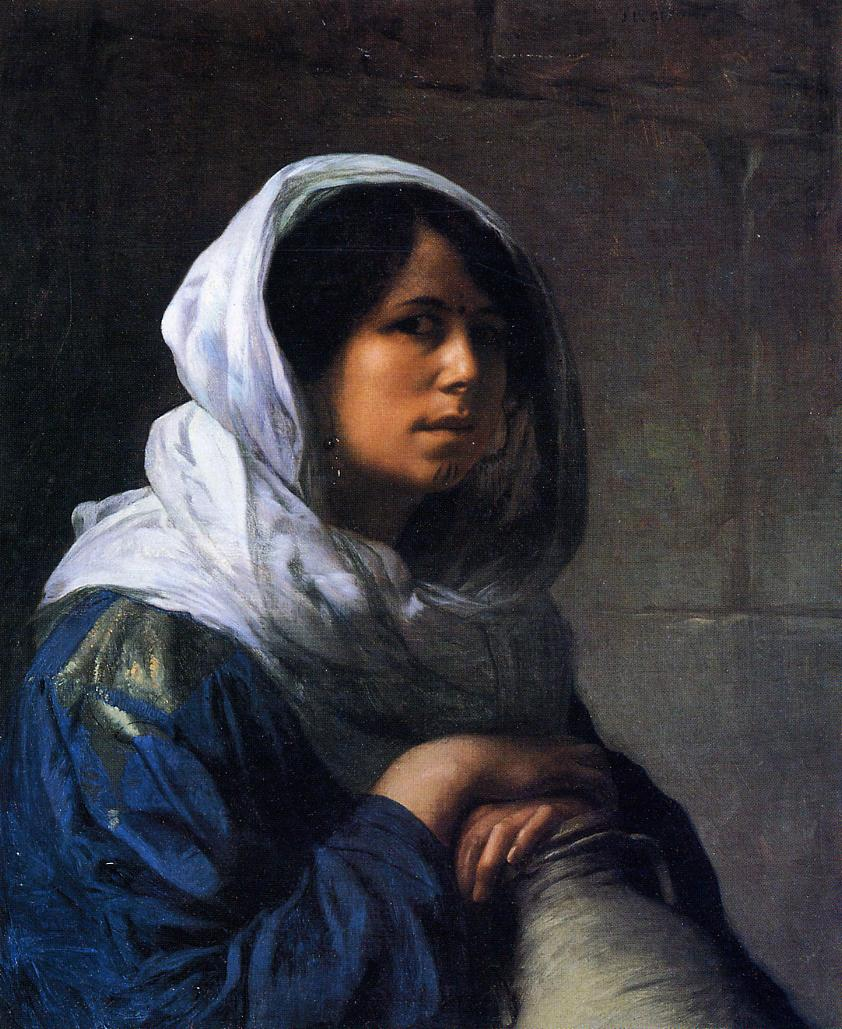
Campesina egipcia.
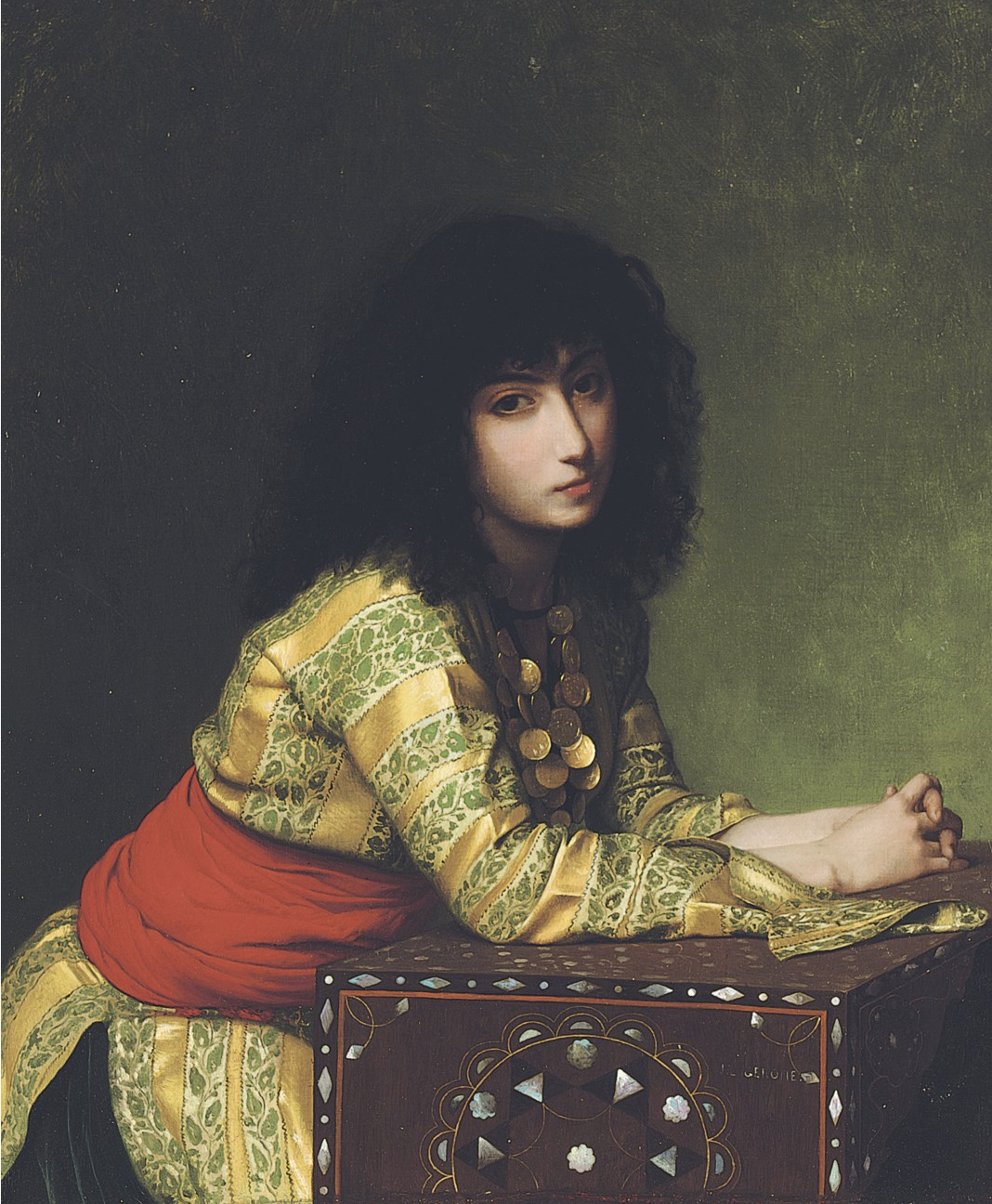
Joven egipcia.